# 府金尚輝
府金尚輝（ふがねなおき）は、日本のホッケー選手、ホッケー指導者。また、高校の教員も務めている。岩手県出身。また、天理大学ホッケー部の監督を務めた経験もある。
現在は奈良県立青翔中学校・高等学校に転じ、ホッケー部の顧問を務めるほか、体育の指導や、クラス担任を務めている。

## 経歴
岩手県立沼宮内高等学校ホッケー部でインターハイ優勝。天理大学ホッケー部でインカレ優勝。
わかくさ国体で奈良県代表の主将として優勝。
天理クラブで全日本選手権優勝。
奈良県立二階堂高等学校の教員時代にホッケー部を創設。
1985年に奈良県立二階堂高等学校の教え子の佐野一郎（現二階堂クラブ主将）らと二階堂クラブを創部、現在も二階堂クラブの選手兼任監督として現役を続けている。
第11回マスターズホッケー大会では岩手県のチームで出場し、6得点を挙げて48歳以上の得点王に輝いた。
ポジションはフォワード。県対抗中学校ホッケー11人制大会の奈良県代表の監督も務めた。